# Jeffrey Harrison
Jeffrey M. Harrison (11 gennaio 1984) è un ex sciatore alpino statunitense.

## Biografia
Attivo in gare FIS dal dicembre del 1999, in Nor-Am Cup Harrison esordì l'11 gennaio 2000 a Loveland in slalom speciale, senza completare la prova, e conquistò due podi: il 10 dicembre 2002 a Beaver Creek in supergigante (2º) e il 2 gennaio 2003 a Sunday River in slalom gigante (3º). L'anno dopo ai Mondiali juniores di Maribor 2004 vinse la medaglia d'oro nello slalom gigante; sempre nel 2004 disputò le sue uniche due gare di Coppa del Mondo, lo slalom gigante di Kranjska Gora del 28 febbraio, senza completare la prova, e la discesa libera di Beaver Creek del 3 dicembre (53º). Si ritirò durante la stagione 2004-2005 e la sua ultima gara fu lo slalom gigante di Coppa Europa disputato il 13 gennaio a Bad Kleinkirchheim, non completato da Harrison; non prese parte a rassegne olimpiche o iridate.

## Palmarès

### Mondiali juniores
- 1 medaglia:
  - 1 oro (slalom gigante a Maribor 2004)

### Nor-Am Cup
- Miglior piazzamento in classifica generale: 8º nel 2003
- 2 podi:
  - 1 secondo posto
  - 1 terzo posto